# Lightning Strikes Again
Lightning Strikes Again es el décimo álbum de estudio de la banda estadounidense de hard rock y heavy metal Dokken, publicado el 27 de octubre solo para el mercado japonés y el 29 del mismo mes para todo el mundo, aunque en los Estados Unidos se pospuso por problemas con el distribuidor por lo que fue lanzado el 18 de mayo de 2008 en ese país. Es el último disco con el bajista Barry Sparks, que se retiró antes del inicio de la gira promocional.
Obtuvo excelentes reseñas por parte de la crítica especializada por el gran retorno del sonido de los años ochenta, lo que le valió posicionarse en el puesto 133 de los Billboard 200, la primera posición para un disco de la banda desde Shadowlife de 1997.

## Lista de canciones
| N.º | Título                    | Escritor(es)  | Duración |  |
| 1.  | «Standing on the Outside» | Dokken, Levin | 3:52     |  |
| 2.  | «Give Me a Reason»        | Dokken, Levin | 3:50     |  |
| 3.  | «Heart to Stone»          | Dokken, Levin | 3:56     |  |
| 4.  | «Disease»                 | Dokken, Brown | 3:30     |  |
| 5.  | «How I Miss Your Smile»   | Dokken        | 4:01     |  |
| 6.  | «Oasis»                   | Dokken, Levin | 3:40     |  |
| 7.  | «Point of No Return»      | Dokken, Levin | 4:23     |  |
| 8.  | «I Remember»              | Dokken        | 4:48     |  |
| 9.  | «Judgement Day»           | Dokken, Levin | 4:02     |  |
| 10. | «It Means»                | Dokken, Levin | 4:42     |  |
| 11. | «Release Me»              | Dokken, Levin | 5:45     |  |
| 12. | «This Fire»               | Dokken, Levin | 4:42     |  |

| Pista adicional solo para Europa |                    |          |  |
| N.º                              | Título             | Duración |  |
| 13.                              | «Sunset Superstar» | 3:28     |  |

| Pista adicional solo para Japón |                  |          |  |
| N.º                             | Título           | Duración |  |
| 13.                             | «Leave Me Alone» | 4:18     |  |

## Músicos
- Don Dokken: voz
- Jon Levin: guitarra líder
- Barry Sparks: bajo
- Mick Brown: batería